# Lincoln MKS
O Lincoln MKS é um sedã de luxo de porte grande, com cinco lugares, tração dianteira ou integral, fabricado pela Ford e vendido pela sua divisão Lincoln entre os anos modelo 2009 e 2016 — uma única geração com um facelift intermediário.
O MKS vinha com tração dianteira de série, mas tinha opção de tração integral e motor 3.5L EcoBoost V6 biturbo, o mesmo usado no Taurus SHO.
O modelo foi descontinuado após 2016, com uma produção total de 100.248 unidades nos EUA entre 2009 e 2016. Ele foi substituído pela décima geração do Lincoln Continental.